# شهرستان کربن (مونتانا)
شهرستان کربن، ایالت مونتانا (به انگلیسی: Carbon County, Montana) یک سکونتگاه مسکونی در ایالات متحده آمریکا است که در ایالت مونتانا واقع شده‌است.

## خصوصیات
شهرستان کربن ۵٬۳۴۰٫۵۹ کیلومترمربع مساحت دارد.